# Martita Hunt
Martita Hunt (Buenos Aires, 30 gennaio 1899 – Londra, 13 giugno 1969) è stata un'attrice britannica.

## Biografia
Martita Hunt visse fino all'età di dieci anni in un ranch nella natia Argentina. Al rientro in Inghilterra, fu educata a Bournemouth e studiò recitazione, facendo il suo esordio professionistico con la Liverpool Repertory Company.
L'attrice si fece un nome come valente interprete teatrale, eccellendo in particolare in testi di Shakespeare, Oscar Wilde e Henrik Ibsen, e ottenendo un autentico trionfo con il ruolo di protagonista nel dramma La pazza di Chaillot di Jean Giraudoux, che interpretò a New York nel 1948 e che ebbe 600 repliche.
Specializzatasi in ruoli di donne eccentriche e dominatrici, la Hunt ebbe anche una lunga carriera cinematografica, iniziata dagli anni venti con un breve ruolo in The Rank Outsider (1920) e culminata con il memorabile ruolo di Miss Havisham in Grandi speranze (1946), nel quale diede un'intensa interpretazione della decrepita e affranta signora di mezza età, che vive in un vecchio castello in rovina, e che - pur mentalmente instabile - conserva un enorme potere di intimidire gli interlocutori.

## Filmografia

### Cinema
- The Rank Outsider, regia di Richard Garrick (1920)
- Love on Wheels, regia di Victor Saville (1932)
- Service for Ladies, regia di Alexander Korda (1932)
- Ero una spia (I Was a Spy), regia di Victor Saville (1933)
- Friday the Thirteenth, regia di Victor Saville (1933)
- Too Many Millions, regia di Harold Young (1934)
- First a Girl, regia di Victor Saville (1935)
- King of the Damned, regia di Walter Forde (1935)
- Man of the Moment, regia di Monty Banks (1935)
- Mr. What's-His-Name?, regia di Ralph Ince (1935)
- The Case of Gabriel Perry, regia di Albert de Courville (1935)
- Destino di sangue (Tudor Rose), regia di Robert Stevenson (1936)
- Pot Luck, regia di Tom Walls (1936)
- Sabotaggio (Sabotage), regia di Alfred Hitchcock (1936)
- The Interrupted Honeymoon, regia di Leslie S. Hiscott (1936)
- When Knights Were Bold, regia di Jack Raymond (1936)
- Good Morning, Boys, regia di Marcel Varnel (1937)
- Il mulino sulla Floss (The Mill on the Floss), regia di Tim Whelan (1937)
- Paradiso per due (Paradise for Two), regia di Thornton Freeland (1937)
- Sei ore a terra (Farewell Again), regia di Tim Whelan (1937)
- Everything Happens to Me, regia di Roy William Neill (1938)
- L'ospite misterioso (Strange Boarders), regia di Herbert Mason (1938)
- Prison Without Bars, regia di Brian Desmond Hurst (1938)
- Second Best Bed, regia di Tom Walls (1938)
- A Girl Must Live, regia di Carol Reed (1939)
- Addio, Mr. Chips! (Goodbye, Mr. Chips), regia di Sam Wood (1939)
- In cerca di guai (Trouble Brewing), regia di Anthony Kimmins (1939)
- The Nursemaid Who Disappeared, regia di Arthur B. Woods (1939)
- Young Man's Fancy, regia di Robert Stevenson (1939)
- La casa abbandonata (At the Villa Rose), regia di Walter Summers (1940)
- Miss Knowall, regia di Graham Cutts (cortometraggio) (1940)
- Old Mother Riley Joins Up, regia di Maclean Rogers (1940)
- The Good Old Days, regia di Roy William Neill (1940)
- The Middle Watch, regia di Thomas Bentley (1940)
- Tilly of Bloomsbury, regia di Leslie S. Hiscott (1940)
- East of Piccadilly, regia di Harold Huth (1941)
- Freedom Radio, regia di Anthony Asquith (1941)
- Quiet Wedding, regia di Anthony Asquith (1941)
- The Seventh Survivor, regia di Leslie S. Hiscott (1941)
- Lady from Lisbon, regia di Leslie S. Hiscott (1942)
- Sabotage at Sea, regia di Leslie S. Hiscott (1942)
- Talk About Jacqueline, regia di Harold French e Paul L. Stein (1942)
- They Flew Alone, regia di Herbert Wilcox (1942)
- L'uomo in grigio (The Man in Grey), regia di Leslie Arliss (1943)
- Welcome, Mr. Washington, regia di Leslie S. Hiscott (1944)
- La bella avventuriera (The Wicked Lady), regia di Leslie Arliss (1945)
- Grandi speranze (Great Expectations), regia di David Lean (1946)
- The Ghosts of Berkeley Square, regia di Vernon Sewell (1947)
- Amarti è la mia dannazione (So Evil My Love), regia di Lewis Allen (1948)
- Anna Karenina, regia di Julien Duvivier (1948)
- My Sister and I, regia di Harold Huth (1948)
- The Little Ballerina, regia di Lewis Gilbert (1948)
- Il ventaglio (The Fan), regia di Otto Preminger (1949)
- It Started in Paradise, regia di Compton Bennett (1952)
- Robin Hood e i compagni della foresta (The Story of Robin Hood and His Merrie Men), regia di Ken Annakin (1952)
- Meet Me Tonight, regia di Anthony Pelissier (1952)
- Treasure Hunt, regia di John Paddy Carstairs (1952)
- Folly to Be Wise, regia di Frank Launder (1953)
- Sulle ali del sogno (Melba), regia di Lewis Milestone (1953)
- L'amante del re (King's Rhapsody), regia di Herbert Wilcox (1955)
- Anastasia, regia di Anatole Litvak (1956)
- The March Hare, regia di George More O'Ferrall (1956)
- Tre uomini in barca (Three Men in a Boat), regia di Ken Annakin (1956)
- Le spie (Les espions), regia di Henri-Georges Clouzot (1957)
- L'incomparabile Crichton (The Admirable Crichton), regia di Lewis Gilbert (1957)
- All'ombra della ghigliottina (Dangerous Exile), regia di Brian Desmond Hurst (1958)
- Buongiorno tristezza (Bonjour tristesse), regia di Otto Preminger (1958)
- Io e il colonnello (Me and the Colonel), regia di Peter Glenville (1958)
- La prima notte, regia di Alberto Cavalcanti (1959)
- Estasi (Song Without End), regia di George Cukor (1960)
- Guerra fredda e pace calda (Bottoms Up), regia di Mario Zampi (1960)
- Le spose di Dracula (The Brides of Dracula), regia di Terence Fisher (1960)
- Il piacere della disonestà (Mr. Topaze), regia di Peter Sellers (1961)
- Avventura nella fantasia (The Wonderful World of the Brothers Grimm), regia di Henry Levin e George Pal (1962)
- Becket e il suo re (Becket), regia di Peter Glenville (1964)
- Voglio essere amata in un letto d'ottone (The Unsinkable Molly Brown), regia di Charles Walters (1964)
- Bunny Lake è scomparsa (Bunny Lake Is Missing), regia di Otto Preminger (1965)
- Il club dei libertini (The Best House in London), regia di Philip Saville (1969)

### Televisione
- Dangerous Corner – film TV (1946)
- Studio One – serie TV, episodio 5x12 (1952)
- Omnibus – serie TV, 1x26 (1953)
- La spada della libertà (Sword of Freedom) – serie TV, episodi 1x09-1x27 (1957)
- Armchair Theatre – serie TV, episodio 3x03 (1958)
- ITV Play of the Week – serie TV, episodio 3x29 (1958)
- Tales from Dickens – serie TV, 3 episodi (1958-1959)
- The DuPont Show of the Month – serie TV, episodio 2x05 (1959)
- ITV Television Playhouse – serie TV, episodio 6x17 (1960)
- Thriller – serie TV, episodio 2x07 (1961)
- Route 66 – serie TV, episodio 3x06 (1962)
- Saki – miniserie TV (1962)
- First Night – serie TV, episodio 1x25 (1964)

## Doppiatrici italiane
- Tina Lattanzi ne Il ventaglio, Robin Hood e i compagni della foresta, Anastasia, Tre uomini in barca, La prima notte, Buongiorno tristezza, All'ombra della ghigliottina
- Giovanna Scotto in Grandi speranze, Le spose di Dracula, Becket e il suo re
- Lydia Simoneschi in Estasi, Bunny Lake è scomparsa
- Margherita Bagni in Addio Mr. Chips!
- Lola Braccini ne L'uomo in grigio
- Wanda Tettoni in Avventura nella fantasia
- Miranda Bonansea in Anna Karenina (ridoppiaggio)
- Anna Teresa Eugeni in La signora di Lisbona (ridoppiaggio)